# Lijekovi za funkcionalne GIT poremećaje
Pod pojmom funkcionalnih gastrointestinalnih poremećaja podrazumijevamo skup simptoma i bolesnih stanja za koje je karakterističan pojačan ili smanjen motilitet crijeva. To znači da glatka muskulatura crijeva prejako, preslabo ili potpuno nekontrolirano reagira na podražaje uzrokujući poremećaje u protjecanju crijevnog sadržaja kroz probavni sustav - ili se pojavljuje opstipacija (začep) ili stalni proljevi. Za takve poremećaje je karakteristična trbušna (abdominalna) bol - grčevi. Često znaju biti vrlo neizdrživi i teško podnošljivi. Oni su uglavnom samo simptom nekih drugih bolesnih stanja. U takve poremećaje spadaju sindrom iritabilnog kolona, spastični kolitis, divertikuloze i ileus.

## Sindrom iritabilnog kolona
Sindrom iritabilnog kolona jest funkcionalni poremećaj rada debelog crijeva najčešće nepoznatog uzroka. Debelo crijevo postaje izrazito osjetljivo na brojne podražaje kao što su stres, lijekovi, određena hrana hormoni i manji podražaji. Vjeruje se da je sindrom iritabilnog kolona zapravo psihosomatska bolest izazvana uglavnom stresom, emocionalnim konfliktima, depresijom, općenito modernim načinom života. Činjenica je da je ta bolest danas sve više u porastu upravo u razvijenim zemljama Zapada gdje način života donosi mnogo stresnih stanja na koje organizam počinje reagirati - u ovom slučaju poremećajem rada crijeva. Karakterizira ga jaka bol u području trbuha (abdomena), te kronični zatvor stolice ili/i kronični proljevi. Potonja dva simptoma mogu se smjenjivati jedan s drugim ili pak dominirati u kliničkoj slici. Ako prevladava kronična začepljenost tada se terapija provodi najvećim dijelom laksativima i propulzivima kao što je metoklopramid, dok u slučaju kroničnih proljeva primjenjuje se loperamid i mebeverin. Također, za ublažavanje jakih grčeva glatkog crijevnog mišićja u probavnom traktu (zaslužni za karakterističnu abdominalnu bol) mogu se primijeniti parasimpatolitici kao što su hioscin-butilbromid i trospijev klorid.

## Smanjena gastrointestinalna pokretljivost
Ovaj poremećaj može se manifestirati u bilo kojem dijelu gastrointestinalnog trakta. Različiti su razlozi nastanka takvog stanja, ali u pitanju je najčešće simptom neke druge bolesti kao što je infekcija, metabolička bolest, ileus, dijabetička gastroparezija i sl. Zapravo, smanjena gastrointestinalna pokretljivost samo je simptom brojnih drugih poremećaja. Tretira se propulzivima kao što su metoklopramid, cisaprid i domperidon.

## Lijekovi
U liječenju funkcionalnih poremećaja GIT-a primjenjuju se:
- parasimpatolitici (spazmolitici) - trospij, atropin, mebeverin, hioscin-butilbromid - smanjuju spastičnost glatkog mišićja GIT-a i grčeve. Većima njih su zapravo polusintetske izvedenice alkaloida atropina ili papaverina.
- propulzivi (metoklopramid i cisaprid) - povećavaju pokretljivost GIT-a.